# Daleko od domu
Daleko od domu (ang. South of Nowhere, 2005–2008) – amerykański serial obyczajowy dla młodzieży stworzony przez Thomasa W. Lyncha.
Światowa premiera serialu miała miejsce 4 listopada 2005 roku na antenie The N. Ostatni odcinek został wyemitowany 12 grudnia 2008 roku. W Polsce serial nadawany był na kanale MTV Polska.

## Opis fabuły
Serial przedstawia losy trojga rodzeństwa, które wraz z rodziną przeprowadza się z Ohio do Los Angeles.

## Obsada
- Gabrielle Christian jako Spencer Carlin
- Mandy Musgrave jako Ashley Davies
- Matt Cohen jako Aiden Dennison
- Chris Hunter jako Glen Carlin
- Danso Gordon jako Clay Carlin
- Rob Moran jako Arthur Carlin
- Maeve Quinlan jako Paula Carlin
- Austen Parros jako Sean Miller
- Valery Ortiz jako Madison Duarte
- Aasha Davis jako Chelsea Lewis
- Eileen April Boylan jako Kyla Woods